# 타루사

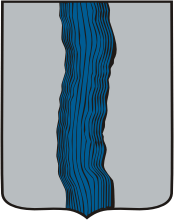
시 문장

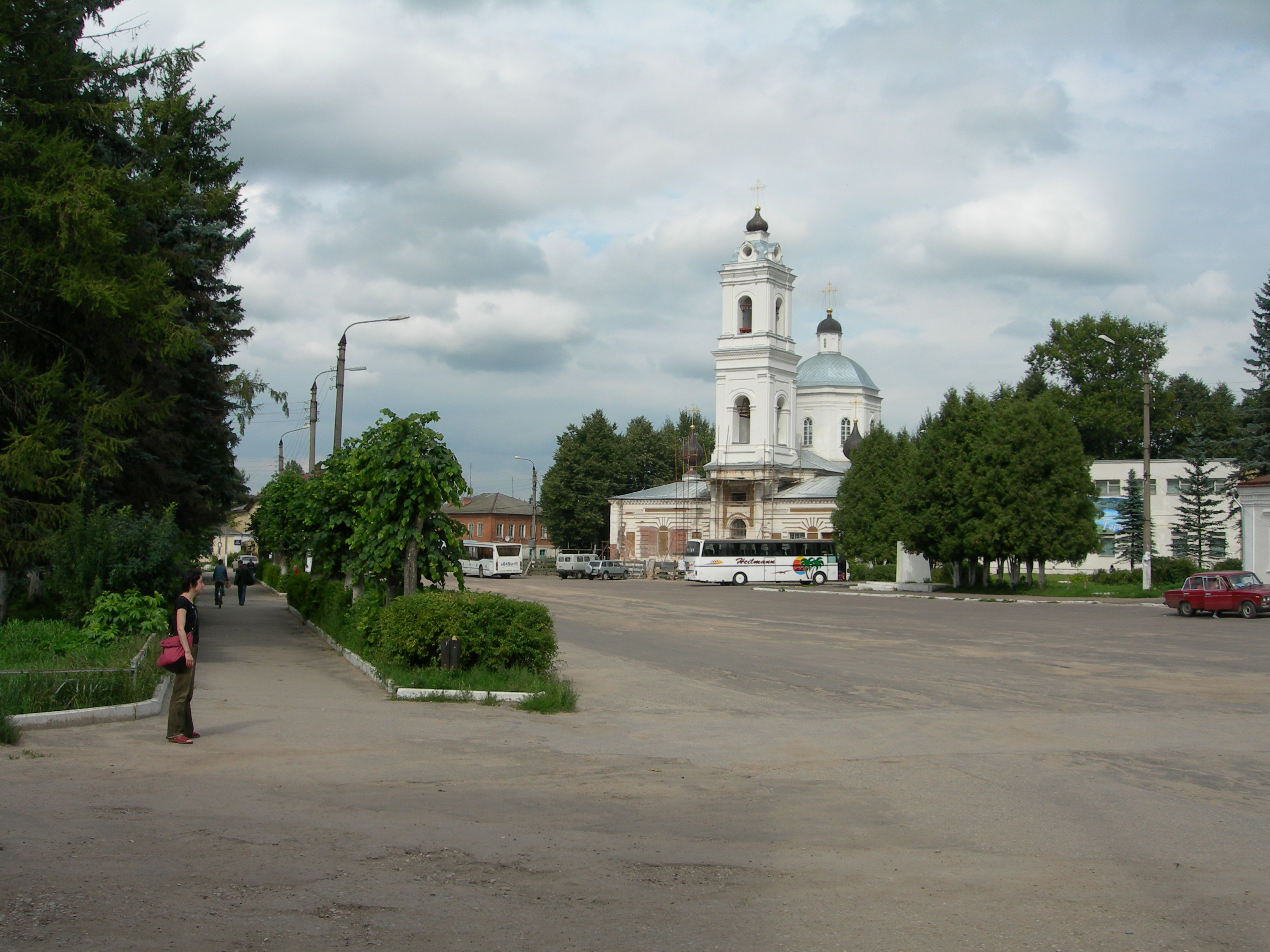
타루사 시가지

타루사(러시아어: Тару́са)는 러시아 칼루가주 동부에 위치한 도시로, 인구는 9,893명(2002년 기준)이다. 칼루가(칼루가주의 주도)에서 남쪽으로 36 km 정도 떨어진 곳에 위치하며 오카강 좌안과 접한다. 1246년에 처음 등장했으며 1776년 시로 승격되었다.